# ルイス・レアル
ルイス・レアル（Luís Leal, 1987年5月29日 - ）は、ポルトガル・アレンテナ出身のサッカー選手。サントメ・プリンシペ代表。タクナ所属。ポジションは、フォワード。

## 経歴

### クラブ
ポルトガル国内
1998年、スポルティングCPのアカデミーに加入。4年間プレーした後、コヴァ・ダ・ピエダーデのアカデミーに移り、2006年にトップチームに昇格してプロデビューを果たした。その後ポルトガル・セカンド・ディビジョン（3部）のアトレティコCPやモレイレンセ、リーガプロ（2部）のGDエストリル・プライアでそれぞれ1年ずつプレーした。2011年にはUDレイリアに移籍し、同年8月15日のアカデミカ・コインブラ戦でプリメイラ・リーガ（1部）デビューを果たした。2012年に古巣のエストリルに復帰し、復帰戦となるCSマリティモ戦ではハットトリックを達成した。
ポルトガル国外
サウジ・プロフェッショナルリーグのアル・アハリ・ジッダ、アラビアン・ガルフ・リーグのアル・イティハド・カルバ、TFF1.リグのガズィアンテプスポルを経て2015年8月22日、キプロス・ファーストディビジョンのAPOELニコシアに移籍した。同年8月22日のエルミス・アラディプ戦では1試合2得点の活躍を見せたものの、その8日後にはUEFAチャンピオンズリーグ予選での不振を理由にCFベレネンセスへ貸し出された。
2016年1月26日、2年契約でリーガ・パラグアージャ（パラグアイ1部）のセロ・ポルテーニョへ移籍した。
2016年8月にはサウジ・プロフェッショナルリーグのファティフFCに移籍し、2017年1月にはリーガMX（メキシコ1部）のチアパスに移籍した。
2017年8月、レアルは15万ドルでニューウェルズ・オールドボーイズへ貸し出され、2018年7月に3年契約で完全移籍した。
リーガMXのクラブ・ティフアナ、リーガ・パラグアージャのソル・デ・アメリカを経て、2022年シーズンよりリーガ・デ・フットボル・プロフェシオナル・ボリビアーノ（ボリビア1部）のグアビラに加入。
2023年1月、アルセナルFCに移籍した。
セリエDのロトンダ・カルチョを経て、2024年1月、プリメーラ・ナシオナル（アルゼンチン2部）のクラブ・アルマグロに移籍した。
2025年2月、ペルー・セグンダ・ディビシオンのベンティン・タクナ・エロイカに移籍した。

### 代表
2012年6月16日、アフリカネイションズカップ2013予選のシエラレオネ戦でサントメ・プリンシペ代表デビューを果たした
。
2015年6月13日、アフリカネイションズカップ2017予選のカーボベルデ戦で代表初得点を決めた。
2019年10月に行われたアフリカネイションズカップ2021予選・予備予選のモーリシャス戦では、2試合で合計3得点を挙げ、アフリカネイションズカップ2021予選・グループCへの進出に貢献した。